# Contee dell'Oregon
Questa è una lista delle 36 contee dell'Oregon, negli Stati Uniti d'America. L'Oregon è suddiviso in 36 contee.

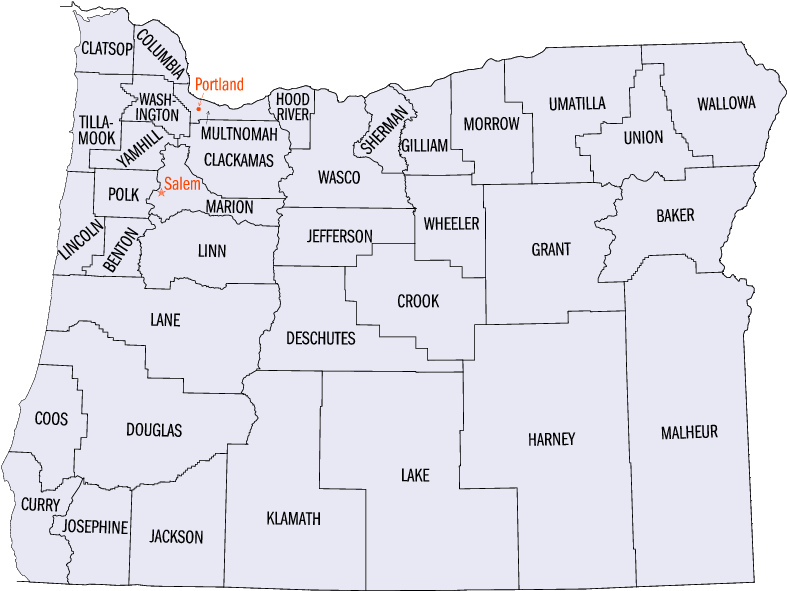
Contee dell'Oregon

Di seguito è riportata una lista delle contee.
1. Baker
2. Benton
3. Clackamas
4. Clatsop
5. Columbia
6. Coos
7. Crook
8. Curry
9. Deschutes
10. Douglas
11. Gilliam
12. Grant
13. Harney
14. Hood River
15. Jackson
16. Jefferson
17. Josephine
18. Klamath
19. Lake
20. Lane
21. Lincoln
22. Linn
23. Malheur
24. Marion
25. Morrow
26. Multnomah
27. Polk
28. Sherman
29. Tillamook
30. Umatilla
31. Union
32. Wallowa
33. Wasco
34. Washington
35. Wheeler
36. Yamhill